# Ólom(II)-szulfid
Az ólom-szulfid, pontosabban ólom(II)-szulfid szervetlen vegyület, képlete PbS. Félvezető képessége miatt számos felhasználási módja van az elektronikában. Az egyik legfontosabb ólomvegyület, elsődleges ásványa a galenit.

## Képződése, alapvető tulajdonságai, kapcsolódó vegyületek
A vízoldékony, ionos ólomsók (ólom-nitrát, ólom-acetát) oldatához hidrogén-szulfidot vagy más szulfidsókat adva vízben gyengén oldódó fekete anyagot, ólom(II)-szulfidot kapunk.
{\displaystyle \mathrm {Pb\left(NO_{3}\right)_{2}+H_{2}S\rightarrow PbS+2\ HNO_{3}} }
A reakció egyensúlyi állandója 3·106 M. Drámai színváltozás megy végbe a reakció alatt, ahogy a színtelen, vagy fehér oldat hirtelen feketére változik. Egy oldatban a hidrogén-szulfid, illetve egyéb szulfidionok jelenlétét is ólom-acetáttal átitatott papírcsíkkal mutatják ki.
A rokon ólomvegyületekhez, az ólom-szelenidhez (PbSe)  és az ólom-telluridhoz (PbTe) hasonlóan az ólom-szulfid is félvezető tulajdonságú, valójában az ólom-szulfid volt az egyik legkorábban alkalmazott félvezető. Kristályszerkezete a nátrium-kloridéhoz hasonló, ellentétben a többi hasonló anyaggal.
Mivel az ólom-szulfid az ólom fő érce, komoly erőfeszítéseket tettek, hogy kidolgozzák más vegyületekké történő átalakítását. Jelentős folyamat a pörkölés, itt a magas hőmérséklet miatt az ólom-szulfid reakcióba lép a levegő oxigénjével. Az így oxidálódott anyagot redukálják (például szénnel). Az egyenletek a két lépés leírásához:
{\displaystyle \mathrm {2\ PbS+3\ O_{2}\rightarrow 2\ PbO+2\ SO_{2}} }
{\displaystyle \mathrm {PbO+C\rightarrow Pb+CO} }

## Felhasználása
Egy időben fekete színű pigmentként is alkalmazták, de jelenleg inkább a már régóta ismert félvezető tulajdonságai miatt hasznosítják. Az ólom-szulfid az egyik legrégebben ismert, és a legáltalánosabb anyag különböző érzékelő berendezésekben, például infravörös fény észleléséhez. Az infravörös detektorokban az ólom-szulfid foton-detektorként funkcionál, ami a sugárzások fotonjait közvetlenül érzékeli.
Az ólom-szulfid már szobahőmérsékleten is érzékeny a sugárzásokra, és az 1–2,5  μm-es hullámhosszra. Ha lehűtik az ólom-szulfidot, az érzékenységi skálája megváltozik, így 2 és 4 μm-es hullámhosszok között érzékel. A sugárzást kibocsátó objektumoknak még így is egészen forrónak – több száz Celsius-fokosnak – kell lenniük, de nem annyira, mint amit a hűtés nélküli detektorok érzékelni tudnak. Ilyen célokra többféle anyagot felhasználnak, például indium-antimonidot (InSb) és higany-kadmium-telluridot (HgCdTe), ezzel valamivel érzékenyebbek a nagyobb hullámhosszú infravörös sugarakra.

## Biztonság
Az ólom(II)-szulfid mérgező, ha addig hevítik, amíg át nem alakul nagyon mérgező ólomvegyületekké és kén-oxidokká. Maga a vegyület oldhatatlan, a vér pH-szintjén stabil, így az egyik legkevésbé mérgező ólomvegyület.

## Fordítás
Ez a szócikk részben vagy egészben  a   Lead(II) sulfide című angol Wikipédia-szócikk ezen változatának fordításán alapul.  Az eredeti cikk szerkesztőit annak laptörténete sorolja fel. Ez a jelzés csupán a megfogalmazás eredetét és a szerzői jogokat jelzi, nem szolgál a cikkben szereplő információk forrásmegjelöléseként.